# Problema iosephiană

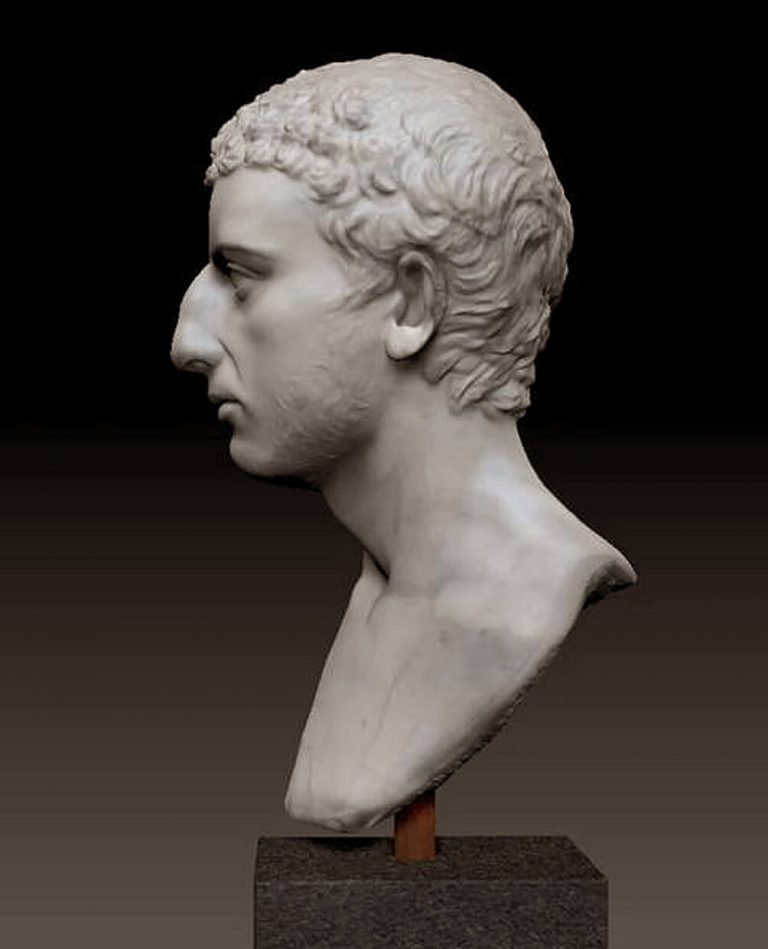
Bust atribuit lui Iosephus Flavius

Problema iosephiană sau Permutația iosephiană, o dilemă care aparține de  matematică, de informatică și de teoria jocurilor provine de la Iosephus Flavius și analizează bazele matematice ale jocului-numărătoare de copii  precum: Ala-bala-portocalaA etc., respectiv, eliminarea aparent-aleatorie a câte unui membru din grupă care poate fi programată incipient.

## Istoric
În Marea revoltă a evreilor de la începutul secolului I, la asediul fortăreței Iotapata, actualmente Iodfat din Galileea, 40 de luptători evrei, refugiați într-o grotă, s-au văzut încercuiți, fără șanse de scăpare, de forțe romane superioare și, au decis să se sinucidă, pentru a nu ajunge la cheremul cruzimii romane. Deoarece iudaismul interzice sinuciderea, comandantul unității, Iosephus Flavius le-a propus să tragă la sorți pentru a se răpune reciproc, după ordinea impusă de soartă. Folosind un algoritm bine calculat, Iosephus a izbutit să se plaseze în ultima pereche și astfel să poată să-și convingă partenerul să renunțe la sinucidere și să se predea romanilor. Metoda folosită a fost - se presupune - un fel de numărătoare unidirecțională, ca mai sus, în care cel care era eliminat era executat.
Diferiți autori au încercat să elucideze detaliile metodei folosite. Dowdy și Mays îl citează pe Bachet care, în 1612 presupunea că luptătorii nu s-ar fi ales între ei, perechi-perechi, ci au fost aranjați în cerc la o numărătoare propusă de Josephus pentru a decide ordinea eliminării; ei mai menționează că această teorie a fost preluată și de alți autori, deși detaliile variază de la sursă la sursă, spre exemplu, Herstein și Kaplansky (1974) consideră ar fi fost eliminat din cerc fiecare al 7-lea luptător, iar o variantă puțin diferită este propusă de S. L. Zabell într-o scrisoare către editor în Fibonacci Quarterly (1976).